# 蔵館
蔵館（くらだて）は、青森県南津軽郡大鰐町の大字。郵便番号は038-0212。

## 地理
- 南津軽郡大鰐町の北部に位置する地区で、当地の南部を青森県道198号大鰐停車場線が東西に横断し、南西部を青森県道201号蔵館大鰐線が通り、いずれも当地で国道7号に合流。同様に奥羽本線が当地の南部を東西に横断し、東北自動車道が北部を国道7号と並走する。並走区間には大鰐バスストップがある。北部は弘前市乳井、東部は長峰、南東部は苦木、南部から西部にかけて大鰐、西部から西北部にかけて八幡館に接する。

- 国道7号沿い、奥羽本線大鰐温泉駅付近に位置することから、交通の便は良い。

### 小字
小字として金坂・釜ノ沢・川原田・北山・神岡・館越・古館・道添・宮本・村岡・山下・湯ノ沢がある。

## 歴史

### 沿革
- 1871年（明治4年） - 弘前県を経て青森県に所属。
- 1878年（明治11年） - 南津軽郡に所属。
- 1889年（明治22年）～1951年（昭和26年） - 苦木村・長峰村・駒木村・唐牛村・蔵館村を合併して、蔵館村が成立。
- 1928年（昭和3年） - 蔵館小学校開校。
- 1947年（昭和22年） - 蔵館中学校開校。
- 1951年（昭和26年） - 蔵館町として南津軽郡の自治体となる。
- 1954年（昭和29年） - 大鰐町の大字になる。
- 1957年（昭和32年） - 蔵館中学校が大鰐中学校と合併。

## 施設

### 教育
- 蔵館保育園
- 松栄会蔵館保育園

### 医療
- 町立大鰐病院
- 油川整形外科医院
- 天内歯科医院

### 福祉
- 大鰐町総合福祉センター

### 宿泊
- 不二やホテル
- ヤマニ仙遊館

### 交通
- 秋北バス青森営業所

### 消防
- 弘前地区消防事務組合東消防署南分署

### 警察
- 黒石警察署大鰐分庁舎
- 大鰐警察署職員公宿舎

### 神社
- 伏見稲荷神社

### 寺院
- 大圓寺

### 公共
- 蔵館児童公園

### その他
- 大鰐葬祭センター

## 小・中学校の学区
町立小・中学校に通う場合、学区は以下の通りとなる。
| 大字 | 番地 | 小学校             | 中学校             |
| ---- | ---- | ------------------ | ------------------ |
| 蔵館 | 全域 | 大鰐町立蔵館小学校 | 大鰐町立大鰐中学校 |

## 交通
- 弘南バス
  - 大湯前、大鰐病院前（弘前バスターミナル - 大鰐南団地・碇ヶ関線）停留所。
- 大鰐バスストップ